# John Hammond (musicista)
John Paul Hammond, noto come John Hammond Jr (New York, 13 novembre 1942), è un chitarrista e cantante statunitense, figlio del produttore John Hammond.

## Discografia
- 1963 - John Hammond (Vanguard Records, VRS-9132 / VSD-2148)
- 1964 - Big City Blues (Vanguard Records, VRS-9153 / VSD-79153)
- 1965 - So Many Roads (Vanguard Records, VRS-9178 / VSD-79178)
- 1965 - Country Blues (Vanguard Records, VRS-9198 / VSD-79198)
- 1967 - Mirrors (Vanguard Records, VRS-9245 / VSD-79245)
- 1967 - I Can Tell (Atlantic Records, SD 8152)
- 1968 - Sooner or Later (Atlantic Records, SD 8206)
- 1970 - Southern Fried (Atlantic Records, SD 8251)
- 1970 - The Best of John Hammond (Vanguard Records, VSD-11/12)
- 1971 - Source Point (Columbia Records, C 30458)
- 1971 - Little Big Mama (Columbia Records, S 30545) Colonna sonora
- 1972 - I'm Satisfied (Columbia Records, KC 31318)
- 1973 - Triumvirate (Columbia Records, C 32172) con Mike Bloomfield e Dr. John
- 1975 - Can't Beat the Kid (Capricorn Records, CP 0153)
- 1976 - John Hammond Solo (Vanguard Records, VSD 79380)
- 1978 - Footwork (Vanguard Records, VSD 79400)
- 1979 - Hot Tracks (Vanguard Records, VSD 79424)
- 1980 - Mileage (Rounder Records, 3042)
- 1982 - Frogs for Snakes (Rounder Records, 3060)
- 1983 - Live (Rounder Records, 3074)
- 1983 - John Hammond Live in Greece (Lyra Records, CP 931)
- 1984 - Spoonful (Edsel Records, ED 129) Raccolta
- 1987 - Nobody but You (Flying Fish Records, 502)
- 1992 - Got Love If You Want It (Pointblank/Charisma Records, 92146-2)
- 1993 - You Can't Judge a Book by the Cover (Vanguard Records, VCD-79472) Raccolta
- 1993 - Trouble No More (Pointblank/Virgin Records, VPBCD 15)
- 1996 - Found True Love (Pointblank/Virgin Records, 7243 8 40655 2 2)
- 1998 - Long as I Have You (Pointblank/Virgin Records, 7243 8 45514 2 1)
- 2001 - Wicked Grin (Pointblank/Virgin Records, 7243 8 50764 2 8)
- 2003 - Ready for Love (Back Porch Records, 70876 17618-2-5)
- 2003 - At the Crossroads (Vanguard Records, 79751-2)
- 2005 - In Your Arms Again (Back Porch Records, 724387481527)
- 2007 - Push Comes to Shove (Back Porch Records, 0946 3 64741 2 0)
- 2009 - Rough & Tough (Chesky Records, JR2346)
- 2014 - Timeless (Palmetto Records, PM 2170)